# 蒂姆·塔兰托
蒂姆·塔兰托（Tim Taranto，1998年1月28日—）是一名职业澳式足球运动员，效力于澳大利亚澳式足球联盟（AFL）的里士满足球俱乐部。他在2016 年 AFL选秀中以第二顺位被选入西悉尼澳式足球俱乐部。

## 早年生活
他曾为桑德灵厄姆龙队(Sandringham Dragons)参加TAC 杯足球赛，并在2016 年全国选秀中以第二顺位被西悉尼选中。 他在2017赛季首轮首次亮相，但球队在阿德莱德椭圆形球场以56分输给阿德莱德。 

## 澳式足球联赛职业生涯
2017年AFL联赛第八轮，在巨人队在洁净球馆第8轮以3分战胜科林伍德的比赛中，塔兰托凭借21次出球、5次铲球和6次参与进球，而被提名为2017年AFL潜力新星。 
塔兰托在2022年AFL赛季结束时被交易到里士满，签订了为期七年的合同。  

## 个人生活
塔兰托出生于墨尔本，母亲是澳大利亚人，父亲是来自德克萨斯州的美国人。他的父母在他两岁时分居，他的父亲返回美国。尽管如此，他们经常互相拜访。蒂姆经常由他的外祖父母保罗和黛安照顾。自从塔兰托被选入西悉尼澳式足球俱乐部以来，保罗观看了每一场比赛。
塔兰托从 10 岁起就读于墨尔本圣凯文学院。 在成长过程中，塔兰托是墨尔本足球俱乐部支持者。 